# سلام به انتظار
سلام به انتظار فیلمی تلویزیونی به کارگردانی و نویسندگی کریم آتشی ساختهٔ سال ۱۳۷۴ است. این «تله‌فیلم» از تولیدات موسسه هنر هفتم و سیمافیلم است.

## خلاصه داستان
دکتر رضا که در سوئد مشغول به تحصیل بوده اکنون پزشک متخصص و جراح مغز و اعصاب است او در سوئد موقعیت بسیار عالی را کسب کرده، به‌طوریکه قرار است بیمارستانی دایر کنند که به نام و با ریاست او باشد. دکتر رضا بعد از دوازده سال دوری از وطن برای دیدار اقوام به ایران بازمی‌گردد، او از طریق نوشته‌های مریم که تحصیل کرده و دبیر دبیرستان است با تحولات ایران و مسائل جنگ تحمیلی و جبهه آشنا می‌شود و عمل مهمی را نیز که قرار بود در خارج از کشور انجام شود بر روی یک مجروح جنگی انجام می‌دهد که با موفقیت بسیار همراه می‌شود، او به همراه مادر، پدر و خواهرش به خواستگاری مریم می‌رود که با جواب منفی او روبرو می‌شود، اما وقتی به سوید می‌رود تصمیم می‌گیرد برای همیشه به ایران بازگردد و با مریم ازدواج کند.

## بازیگران
- حسن رجبیان
- مرجانه گلچین
- مرجان مقدسی
- شهلا ریاحی
- حمیده خیرآبادی
- مهری ودادیان
- جمشید شاه‌محمدی
- جمشید مشایخی
- مینا نوروزی
- علی پیرزاده
- علیرضا شفیع‌زاده
- پوریا یارخدایی
- بردیا حریری
- هدی الفک
- مالین مولر
- لارس اندرسون
- اوا مالمبری
- شل پرسون
- اولوف پرسون
- پر اوله
- ایرمالوند بری
- افشین طالبی
- حسن گندمی
- علی کریمی
- احمد گودرزی
- لیدا رضایی
- مهناز انصاری
- زهرا روستاحرفه
- مینا صالحی
- امیرحسن خانی
- مهسا عبداللهی
- مینا شهامت نژاد
- حسین لعلی
- علی حمیدی
- شاپور افشار
- محمد فرجی
- اشکان اهل حق
- علی رحمتی
- یونس بادری
- احمد سیداوی
- محمد همتی
- پرویز لاهوتی
- شاهمراد حمیدی
- فرید حمیدی
- علی ولی حصار
- محمدرضا سلیمانی زاده
- شاهین شیرزادگان
- المیرا صادقی پیروز
- معصومه احمدی
- بهروز جعفری